# Saison 2013 du Sanfrecce Hiroshima
Dernière mise à jour : 9 décembre 2012.
Chronologie
Saison précédente Saison suivante
La saison 2013 du Sanfrecce Hiroshima est la 5e saison consécutive du club en première division du championnat du Japon et la 42e au sein de l'élite du football japonais.

## Navigation
- Sanfrecce Hiroshima
- Championnat du Japon de football 2013